# Aporodesmus aestivus
Aporodesmus aestivus är en mångfotingart som beskrevs av Hoffman 1972. Aporodesmus aestivus ingår i släktet Aporodesmus och familjen Cryptodesmidae. Inga underarter finns listade i Catalogue of Life.